# Cissus timoriensis
Cissus timoriensis là một loài thực vật hai lá mầm trong họ Nho. Loài này được DC. miêu tả khoa học đầu tiên năm 1824.